# 機密訊號
《機密訊號》（英語：TOP Secret），2017年台灣偶像劇，為法務部調查局製作拍攝的國安迷你劇集，由黃騰浩、謝坤達、林逸欣、梁瀚名、林雨宣、黃迪揚、陳大天、張東晴、李依瑾領銜主演。2017年8月28日開鏡，民視無線台於11月5日首播，全三集。

## 播出時間

### 首播
| 頻道       | 所在地 | 首播日期       | 播放時間                             |
| ---------- | ------ | -------------- | ------------------------------------ |
| 民視無線台 | 臺灣   | 2017年11月5日  | 星期日 22:00-24:00（第一集、第二集） |
| 民視無線台 | 臺灣   | 2017年11月12日 | 星期日 22:00-24:00（第二集、第三集） |

### 重播
| 頻道       | 所在地 | 首播日期       | 播放時間                             |
| ---------- | ------ | -------------- | ------------------------------------ |
| 民視無線台 | 臺灣   | 2017年11月12日 | 星期日 12:30-14:30（第一集、第二集） |
| 民視無線台 | 臺灣   | 2017年11月19日 | 星期日 12:30-13:30（第三集）         |

## 演員列表

### 主要演員
| 演員   | 角色   | 介紹 |
| 黃騰浩 | 黃子容 | 調查官 三十六歲，個性冷靜沉穩，破案率第一的調查官，然而工作與家庭的糾結，讓他陷入兩者之間的困境。         |
| 謝坤達 | 張晉   | 國際神秘組織黑衣人 三十歲，身世成迷的人，對於執行任務有高度的狂熱。葉欣華的下屬，後被逮捕                 |
| 林逸欣 | 葉欣華 | 旅行社業務 二十五歲，是個溫柔婉約的女性，因一場車禍事故使得左腳行動不便。張晉的上司，後在機場被發現為壞人 |
| 梁瀚名 | 江政達 | 刑警 三十三歲，外表與內心同樣熱情，是依直覺思考的人，對工作卻是一絲不苟，追查案件勇往直前。               |
| 陳大天 | 謝春福 | 調查官 三十二歲，軍人世家，黃子容學弟，總是要求與黃子容搭檔，也從中調劑了無趣的黃子容。                   |
| 林雨宣 | 傅書媛 | 護理師 二十四歲，有著情緒化的個性，認為只要是沒有傷害到別人做任何事都可以不管別人怎麼想。                 |
| 黃迪揚 | 劉時元 | 刑警 三十三歲，為人細心謹慎，江政達學弟，兩人亦個性互補得宜，是警局公認的最佳拍檔。已死亡。               |
| 張東晴 | 李娟   | 科技公司職員 二十四歲，與傅書媛為高中同學，個性虛榮敗金。已死亡。                                         |
| 李依瑾 | 廖見晴 | 家庭主婦 黃子容之妻，當年愛上寂寞的黃子容，結婚之後卻發現黃子容的工作與家庭無法取得平衡。                 |
| 郭鑫   | 張森洋 | 中科院研發部中校博士 李娟利用與其親近的機會，竊取電腦內的國家尖端監控程式。                               |

### 其他演員
| 演員   | 角色           | 介紹                 |
| 李勝華 | 阿仁           | 調查員。             |
| 鄭永岳 | 阿勇           | 調查員。             |
| 許少瑜 | 阿智           | 調查員。             |
| 曾濬煒 | 阿偉           | 調查員。             |
| 羅能華 | 德仔           | 刑警。               |
| 張長順 | 群仔           | 刑警。               |
| 王為   | 檢察官         | 檢察官。             |
| 林育賢 | 醫生           | 醫生。               |
| 林明森 | 警局局長       | 警局局長。           |
| 張育瑞 | 調查局處長     | 調查局處長。         |
| 梁舒涵 | 小堇           | 護理師。             |
| 黃若薇 | 主播           | 新聞主播。           |
| 曾瓏毅 | 中科院監控員   | 中科院監控員。       |
| 崔若強 | 中科院監控組長 | 中科院監控組長。     |
| 鍾語臻 | 謝妻           | 謝春福妻子。         |
| 王哈利 | 謝子           | 謝春福兒子。         |
| 吳采庭 | 小敏           | 黃子容與廖見晴女兒。 |

## 製作團隊
- 監製：法務部調查局
- 製作人：葉直育、李嘉元
- 導演：李青蓉
- 編劇：張耿銘
- 製作公司：天馬傳播事業有限公司

## 外部連結
- 機密訊號的Facebook專頁

| 臺灣 民視無線台 每週日 22:00 - 24:00        | 臺灣 民視無線台 每週日 22:00 - 24:00                                                         | 臺灣 民視無線台 每週日 22:00 - 24:00 |
| ------------------------------------------- | -------------------------------------------------------------------------------------------- | ------------------------------------ |
|                                             | 機密訊號 （2017年11月5日－ 2017年11月12日）                                                  |                                      |
| 麻醉風暴2 （2017年9月10日－2017年10月29日） | 麻醉風暴 （2017年11月19日－2017年12月17日） 那年，雨不停國 （2017年12月24日－2018年1月28日） |                                      |